# Philadelphia Fury
O Philadelphia Fury é um time americano de futebol sediado na Filadélfia, Pensilvânia, que compete na National Independent Soccer Association (NISA). O clube competiu anteriormente na American Soccer League e atualmente pertence a Martin E. Judge e Matt Driver.  A equipe é um clube fênix do Philadelphia Fury original . 

## História
O Philadelphia Fury original era uma franquia de expansão na North American Soccer League original e jogou por três temporadas no Veterans Stadium, a partir de 1978. Entre os investidores do clube estavam os músicos de rock Mick Jagger, Rick Wakeman, Peter Frampton e Paul Simon .  Eles foram a segunda tentativa da NASL na Filadélfia, a primeira sendo os Philadelphia Atoms (1973-76). Embora nunca tenham tido uma temporada vencedora, eles fizeram os playoffs em duas de suas três temporadas. A participação diminuiu a cada temporada e, em 1980, o clube foi vendido e transferido para Montreal, tornando-se o Montreal Manic . 
Depois que a equipe interrompeu as operações, o nome Fury permaneceu inativo até 2011, quando os direitos de propriedade intelectual das equipes foram comprados por Matt Driver, ex-jogador e treinador.   A equipe começou a jogar em 2012 como uma equipe amadora na liga regional de adultos da United States Club Soccer’s National Adult League.  No entanto, logo após a re-fundação da equipe, ingressou na American Soccer League, uma liga criada e dirigida pelo Driver.  A equipe jogou seus jogos no sul de Nova Jersey . 
Em 2016, foi relatado que o Fury estava tentando se juntar à agora extinta North American Soccer League (2011) em uma parceria com a Driver, investidores dos Emirados Árabes Unidos e o clube espanhol SD Eibar .  Esse acordo também teria visto a ASL se tornar uma liga de desenvolvimento para a NASL .  No entanto, em 2018, a NASL entrou em hiato depois de não receber a sanção da divisão II e perder muitas de suas equipes para o USL Championship e o NPSL .  
Em 2019, foi relatado que o Fury e o Driver foram novamente tentados a ingressar em uma liga de futebol profissional, desta vez a nova National Independent Soccer Association .  Também foi relatado que a equipe jogaria sua temporada inaugural no histórico Franklin Field, no oeste da Filadélfia .  Em junho de 2019, foi relatado que os principais benfeitores da equipe seriam Martin Judge e o Judge Group com o Judge atuando como Presidente do Conselho e o Driver atuando como CEO e Diretor Esportivo da equipe.  
Foi anunciado que o Fury participaria da temporada inaugural da NISA. A temporada regular é dividida em duas partes, outono e primavera, com playoffs no final. A temporada de outono, chamada "NISA Showcase", contará com 8 equipes, com os campeões do Leste e do Oeste ganhando vagas nos playoffs de 2020.  Enquanto mais equipes devem competir na metade da primavera na temporada, o Fury participará da temporada "cheia" do segundo semestre e do "NISA Showcase" do outono.

## Cores e uniforme
Como o nome da equipe, a atual equipe usa as cores e o escudo originais do Philadelphia Fury que disputou North American Soccer League . 